# Le Moniteur universel
Le Moniteur universel, также Gazette nationale, ou Le Moniteur universel (рус. Национальная газета, или Универсальный вестник) — французская газета, основанная в Париже в 1789 году Шарлем-Жозефом Панкуком. Основным её названием первоначально было Национальная газета (фр. Gazette nationale). Газета являлась ведущим периодическим изданием в годы французской революции, имела широкое хождение во Франции и в Европе, а также в Америке; при Наполеоне выполняла пропагандистские функции. Долгое время являлась официальным органом французского правительства, в частности на неё была возложена обязанность публиковать сообщения о парламентских дебатах. Название Le Moniteur universel закрепилось за изданием лишь с 1 января 1811 года. Газета выходила в свет вплоть до 30 июня 1901 года.

## История
Le Moniteur была основана Шарлем-Жозефом Панкуком — известным французским издателем, приобретшим в 1775 году права на Энциклопедию. Панкук продолжил и расширил работу над энциклопедией под новым именем — Encyclopédie méthodique. В 1785 году, накануне французской революции, Панкук стал издателем журнала Mercure de France. В 1789 году, с началом революции, Панкук решил издавать газету «на английский манер» для публикации дебатов, идущих в Учредительном собрании. К моменту выхода первого выпуска Le Moniteur парламентские дебаты уже публиковались в Bulletin de l’Assemblée, издававшемся по инициативе Юга-Бернара Маре. Панкук убедил его объединить усилия в более крупном издании. Первый номер новой газеты, названной Gazette nationale, ou Le Moniteur universel, вышел 24 ноября 1789 года в формате ин-фолио.
Первые 38 номеров, вышедшие с 24 ноября до конца 1789 года, ещё не содержали систематических парламентских отчетов. В 4 году республики (1795—1796) издатели Le Moniteur решили выпустить своего рода «Введение» к публикациям Le Moniteur, напечатав составленные задним числом номера газеты за период с начала заседаний Генеральных штатов (5 мая 1789 года) до конца 1789 года.
По словам Франсуа Монлозье, Le Moniteur принципиально позволял увлечь себя всем направлениям революционного движения; таким образом, в согласии со сменявшими друг друга правительствами, он последовательно приобретал монархический, конституционный, жирондистский, якобинский, имперский оттенки. При этом редакция стремилась представить события непредвзято. Это последовательное многообразие и нейтральность составляют основной интерес и ценность Le Moniteur как исторического источника.
После прихода к власти Наполеона Бонапарта, 7 нивоза 8 года республики (27 декабря 1799), Le Moniteur был объявлен официальным правительственным изданием. Этот статус сохранялся за газетой более шестидесяти лет, за исключением короткого периода (8 июня 1814 года — 1 февраля 1815 года), в течение которого официальные акты публиковались в Gazette officielle.
Ответственными за издание газеты Наполеон назначил Юга-Бернара Маре и Жан-Жака Камбасереса. Вследствие жёсткого контроля над прессой публикации о парламентских дебатах уступили место бюллетеням Великой армии и полемическим статьям, направленным против Англии. Кроме того, Moniteur получил монополию на важную политическую информацию, например, публикацию дебатов в законодательном корпусе и трибунате, донесения из воюющей армии также публиковались в Moniteur раньше, чем в других периодических изданиях Франции, остальным изданиям разрешалось лишь перепечатывать эту информацию из главной газеты страны. Декретом от 6 ноября 1807 г. провинциальным газетам запрещалось писать на политические темы, а разрешалось лишь перепечатывать те материалы, что появлялись в Moniteur.
1 января 1811 года слова Gazette Nationale были исключены из названия газеты и она стала называться просто Le Moniteur universel. Содержание газеты также изменилось, оно перестало быть исключительно политическим, значительную часть колонок стали занимать статьи о литературе, науке и искусстве.
При своём возвращении из ссылки на острове Эльба 20 марта 1815 года Наполеон подтвердил статус Le Moniteur universel как официальной газеты. Le Moniteur в одном и том же номере объявила об отбытии Людовика XVIII и прибытии императора в Тюильри.
С 1815 года стали выходить ежегодные указатели для облегчения поиска отдельных материалов в массиве газетных статей. Также Жиро и Миже составили специальный аналитический указатель для выпусков эпохи революции (с 1789 года по VIII год республики), под заглавием Révolution française ou, Analyse complète et impartiale du Moniteur (в двух томах ин-фолио, или шести томах ин-кварто). Мадам Агас, дочь Панкука, составила дополнительный указатель для периода Консульства и Империи (один том ин-фолио).
Сразу после Июльской революции 1830 года одним из первых шагов временного правительства было получение контроля над Le Moniteur. При Июльской монархии в 1834 году на Le Moniteur была возложена функция по перепечатке стенограммы парламентских дебатов. В качестве стенографов работали Дельсар, ученик Конана де Препеана, Ипполит Прево и Огюстен Гросселен. В 1845 году Палата пэров учредила корпус официальных стенографов, после этого отчеты о дебатах стали публиковаться в других изданиях.
В годы Второй империи Le Moniteur оставался официальным правительственным изданием под руководством Эрнеста Панкука (1806—1886). Газета потеряла этот статус 31 декабря 1868 года из-за конфликта между редакцией и Наполеоном III, будучи замещена в этом качестве Journal officiel de la République française. Le Moniteur universel продолжал выходить в свет как консервативный печатный орган до 30 июня 1901 года.

## Подшивки
Le Moniteur был переиздан под заглавием Новое издание старого Вестника (фр. Réimpression de l’ancien Moniteur) Леонардом Галлуа за период с мая 1789 по ноябрь 1799 года в 1840—1845 годах в 32 томах ин-октаво, с Введением и указателями. В дальнейшем Новое издание старого Вестника неоднократно переиздавалось.
- Réimpression de l'Ancien Moniteur (фр.). — Paris, 1840. — 613 p. — выпуски за 1789 год (май — сентябрь)
- Réimpression de l'Ancien Moniteur (фр.). — Paris, 1847. — 768 p. — выпуски за 1793 год (апрель — июнь)

Также подшивки газеты и указатели за отдельные годы доступны в интернете:
- Gazette nationale, ou Le Moniteur universel (фр.). Дата обращения: 7 апреля 2015. — подшивки за 1796 и 1799 годы на сайте Gallica.
- Gazette nationale, ou Le Moniteur universel (фр.). Дата обращения: 7 апреля 2015. — подшивки и указатели за разные годы на сайте Archive.org.

Благодаря тому, что Le Moniteur выходил непрерывно на протяжении многих лет и неоднократно переиздавался в формате Нового издания, он является доступным и ценным источником по истории Франции периода революции и последующих десятилетий.